# Biorine
Biorine falu Horvátországban Split-Dalmácia megyében. Közigazgatásilag Cista Provóhoz tartozik.

## Fekvése
Splittől légvonalban 31, közúton 45 km-re keletre, községközpontjától 11 km-re északnyugatra, a dalmáciai Zagora szívében, Imotska krajina nyugati részén, az Imotskiról Triljbe vezető út mentén fekszik.

## Története
A térség már az ókorban lakott volt. A cista velikai plébániatemplomtól nyugatra több Gradina nevű magaslat is található, melyeken az illírek által épített erődített települések álltak. Több történelem előtti halomsír is volt itt, melyeknek egy része mára már megsemmisült. Számos ókori sírkő és szarkofág is előkerült. A Cista Velikához tartozó Crkvinán a Szent Jakab plébániatemplomtól délre mintegy kétszáz méterre halad el a Tiluriumból Naronába vezető római út. Ezen a területen a Mandarić-ház közelében 1993-ban és 2007-ben kora keresztény ókori és kora középkori szakrális épületegyüttest tártak fel, amelyhez temető is tartozott. A horvátok a 7. században települtek be erre a vidékre. Cista első írásos említése a 14. században történt a radobiljai plébánia részeként, melyhez a 17. század első feléig tartozott, Biorine pedig az ugljanei plébánia része volt. A középkorban lakossága nem volt jelentős és főként állattartással foglalkozott. A török a 16. század elején foglalta el területét. Régi lakossága ekkor Boszniába települt át és helyükre a Cetina mellékéről és Hercegovinából érkeztek új lakosok. A török uralom idejéből származik a Rojnica közelében található Török torony maradványa. A török uralomnak az 1718-ban megkötött pozsareváci béke vetett véget, ezután a térség visszakerült a Velencei Köztársaság uralma alá. Az Alvise Mocenigo kormányzó által végeztetett 1721-es elhatárolás során Biorine az imotski közösséghez tartozott, a plébános viszont a sinji közösséghez és a Cetina vidékéhez tartozó Ugljanén élt, mely nehézségeket okozott. 1849-ben a Biorine részét képező Grivát leválasztották Ugljanéról és a cistai plébániához csatolták. Ezen állapotnak az önálló biorinei plébánia 1924-es megalapítása vetett véget. A velencei uralomnak 1797-ben vége szakadt és osztrák csapatok vonultak be Dalmáciába. 1806-ban az osztrákokat legyőző franciák uralma alá került, de Napóleon lipcsei veresége után 1813-ban újra az osztrákoké lett. 1857-ben 432, 1910-ben 966 lakosa volt. 1918-ban az új szerb-horvát-szlovén állam, majd később Jugoszlávia része lett. A második világháború idején a Független Horvát Állam, majd a háború után a szocialista Jugoszlávia része lett. 1991 óta a független Horvátországhoz tartozik. 2011-ben a településnek 181 lakosa volt.

## Lakosság
| Lakosság változása | Lakosság változása | Lakosság változása | Lakosság változása | Lakosság változása | Lakosság változása | Lakosság változása | Lakosság változása | Lakosság változása | Lakosság változása | Lakosság változása | Lakosság változása | Lakosság változása | Lakosság változása | Lakosság változása | Lakosság változása |
| ------------------ | ------------------ | ------------------ | ------------------ | ------------------ | ------------------ | ------------------ | ------------------ | ------------------ | ------------------ | ------------------ | ------------------ | ------------------ | ------------------ | ------------------ | ------------------ |
| 1857               | 1869               | 1880               | 1890               | 1900               | 1910               | 1921               | 1931               | 1948               | 1953               | 1961               | 1971               | 1981               | 1991               | 2001               | 2011               |
| 432                | 431                | 456                | 525                | 616                | 966                | 900                | 745                | 842                | 782                | 725                | 705                | 546                | 431                | 241                | 181                |

## Nevezetességei
- Szent György vértanú tiszteletére szentelt római katolikus plébániatemploma egy kisebb magaslat alatt, a falu temetőjének közepén áll. Bár az 1925-ös spliti sematizmus szerint 1780-ban építették, a fellelhető források szerint ennél előbb épült. Az ugljanei kereszteltek anyakönyvében ugyanis már az 1747-es évnél történt bejegyzés a templomban való keresztelésre vonatkozóan. A templom 12 méter hosszú, csaknem 6 méter széles. Homlokzatán hatágú kő rozetta látható, felette a harangtoronyban egy harang található. Apszisa csak később épült hozzá. A szentélyben a sárkányt legyőző Szent György színes szobra látható, míg a hajó oldalfalaiban Szűz Mária és Szent István vértanú szobrát találjuk. A templom közelében a dombtetőn vasbetonból építették fel a piramisban záródó harangtornyot.
- Biorine Pržići nevű településrészétől délre, az Abramovićira vezető mezei úttól nyugatra található a Biorine-Kosiri régészeti lelőhely. A lelőhely leletei két időszakban keletkeztek. Az első időszakot egy őskori tumulus képviseli, amelynek átmérője mintegy 30 m, magassága pedig körülbelül 5 m. A második időszak egy középkori temető, amelynek sírkövei a 14. és a 15. századból valók. Részben a tumuluson, részben annak közvetlen közelében állnak. A halmon 6 síremlék maradt fenn, amelyek közül az egyiket egy nagy, szív alakú végekkel ábrázolt kereszttel díszítették. A halomtól körülbelül harminc méternyire 17 másik síremlék és egy kereszt található. Az egyiken kard és pajzs, két állat, egy félhold, egy rozetta és egy kereszt látható, míg egy a másikon kard és pajzs díszítés látható.[4]
- Lazina régészeti lelőhelye attól a mezei úttól északra található, amely Zelići falucskától Budimiri falucskáig a karsztmezőn halad át. Itt is egy középkori temetőt találunk, amely a 14. és a 15. században alakult ki. A helyet egy kissé magasított terepen, szárazon rakott kőfallal két részre osztva találjuk. A kőfaltól nyugatra nyolc síremlék és egy oromzatos sírkő, a kőfaltól keletre pedig négy síremlék található. A sírkövek durvák és díszítetlenek. A száraz kőfaltól keletre azon a területen, ahol a sírkövek állnak, olyan terepalakzatok láthatók, amelyek egy őskori halom múltbeli esetleges létezésére utalnak.[5]